# Steder i Narnia
I denne artikel er der mindre beskrivelser af relevante steder i Narniabøgerne af C. S. Lewis.
Informationerne er udelukkende hentet fra bøgerne og deres illustrationer.

## Steder i Narnia
- Aslans Høj se Stenbordet.

- Beruna er en mindre by der ligger op ad Storeflod. Det er ved denne by at slaget mellem Den hvide dronning og Aslans hær i Løven, heksen og garderobeskabet, samt slaget i Prins Caspian mellem Telmarinere og Narnierne finder sted.

- Bæverdæmningen er der hvor hr. og fru Bæver bor. Dæmningen er bygget af hr. Bæver.

- Cair Paravel var det store slot i Narnia hvorfra de fire Pevensie-søskende regerede, da de var konger og dronninger i Narnia.

- Danseplænen er en cirkel af græs der er omgivet af elmetræer. Det en festplads, der bl.a. bliver brugt til at holde fester som hyldest til Aslan. I Prins Caspian bliver også brugt til rådsamling.

- Kriblefloden er en flod ved Narnias nordlige grænse.

- Krystalbugten er en bugt syd for Cair Paravel.

- Lygtemarken er en lysning i en skov i det nordvestlige Narnia, der har fået navnefter den lygtepæl der på besynderlig vis står midt i den. Forklaringen på lygtepælen kan findes i Troldmandens nevø

- Marsken er et sumpet område i det nordøstlig Narnia. Området er hjemsted for de tungsindige marskmuler, heriblandt Muddermukke.

- Miraz' slot er et slot der bliver bygget ved bæverdæmningen, hvorfra Telmarinerne regerer efter de har erobret Narnia.

- Stenbordet er et stort og meget gammelt stenbord, hvorpå Aslan ofrer sig for at redde Edmund i "Løven, heksen og garderobeskabet". Der bliver senere rejst en høj omkring bordet, som bliver kaldt Aslans Høj.

- Store Flod er en flod der går tværs gennem Narnia, fra Lygtemarken til Cair Paravel.

- Telmarinere er et folk som erobrer Narnia, og forsøger at udrydde den narniske kultur. Dette scenarie er udgangspunktet for Prins Caspian. I virkeligheden afsløres det at telmarinerne er mennesker, som ved et uheld for lang tid siden engang kom fra vores verden til landet Telmar, og derfra til Narnia.

- Ødeøerne er en øgruppe øst for Narnia, bestående af tre øer: Felimath, Avra og Doorn (hovedøen). Øerne er i Morgenvandrerens rejse et handelsknudepunkt.

## Steder i andre lande end Narnia, men i samme univers
Narnia er geografisk et mindre land i en anden verden. Her er nogle af de andre lande og steder, der er fra samme verden:

### Calormen
Calormen ligger syd for Ærkenland på den anden side af ørkenen. Landet er mange gange større end Narnia. Landets kultur er væsentligt anderledes end den narniske. Her er det nemlig lovligt at sælge og købe slaver. Folk er mørkere i huden, og der er meget stor forskel på folks rang. I stedet for at have en konge, har de en Mogul. Møntfoden er halvmåner.
- Tashbaan er hovedstaden i Calormen.

### Nordens uvejsomme rige
Nordens uvejsomme rige ligger nord for Narnia. Det er her hvor kæmperne holder til.
- Harfang er en borg beboet af kæmper.

- Kæmpernes Ruinby er en ruinby der engang var beboet af kæmper. Byen ligger ved Harfang.

### Ærkenland
Ærkenland er et land der grænser op mod Narnias sydlige grænse, og samtidig har grænse mod Calormen. Landet er væsentligt mindre end Narnia, og der har altid hersket et nært venskab mellem Narnia og Ærkenland.
- Anvard er Ærkenlands kongeborg.

- Pire-bjerget er et karakteristisk bjerg i Ærkenland med to tinder.